# Esquistos de Maotianshan
Els Esquists de Maotianshan són una jaciment paleontològic sedimentat durant el període Atdabanià (Cambrià inferior), d'una antiguitat d'uns 522 milions d'anys i que es troba a la província de Yunnan a la Xina, a prop de la ciutat de Kunming. Els Esquists de Maotianshan són part de la secció de Qiongzhusi del membre de Yu'anshan de la formació Heilinpu, i comprenen un gran aflorament, d'uns 50 metres de gruix, d'estrats sedimentaris argilosos. Els organismes de Chengjiang són extremament variats, i inclouen molts organismes tous perfectament conservats com a fòssils, formant un jaciment de gran importància. En el temps en què aquests sediments foren depositats, aquesta secció de la meseta de Yangtze es trobava en una zona equatorial. Alguns braquiòpodes que s'hi troben, i els continguts dels estómacs d'alguns animals que s'alimentaven de fang indiquen que es tractava d'un mar càlid i somer amb un fons fangós.
Aquests esquists van ser descoberts al voltant del 1984 per Xianguang Hou, i els seus fòssils són i han estat estudiats per paleontòlegs tant xinesos com occidentals. Els esquists contenen una fauna molt variada i ben conservada, incloent-hi molts dels tàxons que es troben en els Esquists de Burgess a la Colúmbia Britànica o els Esquists d'Emu Bay a Austràlia. Sovint se'n parla com a biota de Chengjiang.
A més de l'Anomalocaris, Opabinia, Hallucigenia i altres espècies espectaculars, conegudes ja als Esquists de Burgess, els Esquists de Maotianshan inclouen almenys quatre possibles tipus de cordats, dos dels quals semblen peixos autèntics; Haikouella, Haikouichthys, Yunnanozoon i Myllokunmingia. També hi ha una gran varietat d'organismes, com ara trilobits, braquiòpodes i esponges.
Els Esquists de Maotianshan encara donen més motius per a creure en una explosió cambriana que els Esquists de Burgess, amb l'aparició d'un gran nombre d'estructures corporals molt diferents en un espai de temps desconcertantment curt.

## Llista parcial de gèneres trobats als Esquists de Maotianshan

### Artròpodes
- Acanthomeridion
- Anomalocaris
- Canadaspis
- Chengjiangocaris
- Chuandianella
- Cindarella
- Eoredlichia, un trilobit
- Fortiforceps
- Fuxianhuia
- Isoxys
- Jianfengia
- Kuamaia
- Kuanyangia, un trilobit
- Leanchoilia
- Misszhouia
- Naraoia
- Primicaris
- Retifacies
- Saperion
- Sinoburius
- Skioldia
- Squamacula
- Xandarella
- Yunnanocephalus, un trilobit

### Cucs i aliats
- Hallucigenia
- Microdictyon
- Palaeoscolex

### Cordats
- Cathaymyrus
- Haikouella
- Haikouichthys
- Myllokunmingia
- Yunnanozoon

### Vetulicolia
- Banffia
- Didazoon
- Vetulicola
- Xidazoon

### Altres
- Dinomischus
- Eldonia
- Maotianshania
- Opabinia
- Xianguangia
- Cotyledion